# Die Prinzessin von Montpensier (Film)
Die Prinzessin von Montpensier ist ein deutsch-französischer Historienfilm von Bertrand Tavernier aus dem Jahr 2010. Er beruht auf der Novelle La princesse de Montpensier von Madame de La Fayette.

## Handlung
Im Jahr 1562 bekriegen sich die Hugenotten und die Katholiken. An dem Glaubenskrieg nimmt auch der Graf François de Chabannes teil, bis er die Gräuel des Krieges nicht mehr aushält. Er desertiert, und obwohl kurz darauf Frieden verkündet wird, ist er ein Geächteter: Die Katholiken hassen ihn, weil er für die Hugenotten gekämpft hat, und die Hugenotten jagen ihn, weil er desertiert ist. Als er gerade von Wegelagerern gehängt werden soll, rettet ihn der junge Philippe von Montpensier, dessen Lehrmeister Chabannes früher einmal war. Chabannes tritt nun in Philippes Dienst. Zwar ist Philippe Katholik, doch will sich Chabannes aus jeglichen Kämpfen heraushalten und sich stattdessen den Künsten und seinen Forschungen widmen.
Philippes Vater hat für seinen Sohn, der gerade erfolgreich aus dem Krieg gekommen ist, eine Braut gefunden: Es handelt sich um die junge Marie de Mézières, die eigentlich ihrem Cousin de Guise versprochen ist. Dem Herzog von Montpensier gelingt es, die Verbindung zu lösen, doch hat sich Marie längst in den Bruder de Guises, Henri, verliebt. Zunächst wehrt sie sich gegen die Hochzeit mit Philippe; auf Anraten der Mutter gibt sie jedoch schließlich nach. Sie folgt ihrem Mann auf eine Burg der Familie, die weit von den Wirren des Krieges entfernt liegt. Philippe muss kurze Zeit später auf Befehl des Königs an einem Feldzug teilnehmen und lässt Marie zurück. Sie soll in seiner Abwesenheit von Chabannes unterrichtet werden, damit sie eines Tages am Hofe der Königin bestehen kann. Chabannes lehrt Marie Latein und auf ihren ausdrücklichen Wunsch auch das Schreiben. Zudem unterrichtet er sie in den Sternbildern. Als Philippe zurückkehrt, ist er empört, dass Marie schreiben gelernt hat. Er vermutet, dass sie so heimlich Briefe an einen Verehrer – Henri de Guise – schreiben oder ebensolche Briefe von ihm empfangen will. Marie jedoch hat jegliches Gefühl für Henri unterdrückt und weist auch Chabannes zurecht, als er ihr gesteht, sie zu lieben.
Später erscheinen auf Philippes Burg der Herzog von Anjou und in seinem Tross auch Henri. Philippe argwöhnt, dass Marie dies veranlasst habe; sie aber reagiert empört über den Vorwurf. Der Herzog von Anjou, der Bruder des Königs, ist von Marie hingerissen. Er vermutet eine Liaison zwischen Marie und Henri, doch streitet der jegliche Gefühle für Marie ab; sie würden sich eben seit ihrer Kindheit kennen. Philippe reist auf Bitten seines Vaters nach Paris und lässt wenig später auch Marie nachkommen. Beide beziehen ihre Gemächer im Louvre, wo sie auch dem Herzog von Anjou und Henri begegnen. Sie erfahren, dass Philippes Vater wieder heiraten will: Henris Schwester Catherine. So wird das Band zwischen den Familien Mézières und Guise enger. Durch die Vermittlung des Herzogs von Anjou erhält Marie eine Audienz bei Königin Katherina von Medici. Henri passt sie auf ihrem Weg dahin ab und gesteht ihr seine Liebe. Philippe bemerkt die Szene und fordert Henri zum Duell. Dem Herzog von Anjou gelingt es, beide Männer zu trennen, bevor sie sich verletzen können. Kurz darauf gelingt es Henri, Marie allein zu treffen. Beide ziehen sich in eine Nische im Schloss zurück; doch Marie geht, nachdem Henri sie geküsst hat. Sie vertraut sich Chabannes an, der sie warnt. Sie soll Henri nicht wiedersehen, doch kann Marie dies nicht verhindern: Sie ist auf den großen Kostümball eingeladen, auf dem auch Henri sein wird. Sie sieht ihn auf dem Ball und will ihn vor Philippes Eifersucht warnen. Sie verabredet sich mit ihm an ihrem geheimen Treffpunkt, bemerkt jedoch nicht, dass Henris Kostüm von zahlreichen Personen getragen wird. Nicht mit ihm spricht sie, sondern mit dem Herzog von Anjou, der nun in Henri den Nebenbuhler in seinen eigenen Bemühungen um Marie erkennt. Er lässt nach Marie suchen, warnt sie vor Henri und seinen falschen Liebesschwüren, und bringt sie zu Philippe. Der ist außer sich vor Wut und kündigt an, dass Marie am nächsten Tag zurück auf die abgelegene Burg fahren werde.
In dieser Nacht lässt Philippe Maries Zimmer streng bewachen. Im Hof lässt er Hunde frei, während Chabannes eine Wache vor ihrer Tür organisieren soll. Chabannes wird jedoch von Henri aufgehalten und mit einer Waffe bedroht. Er soll ihn zu Marie lassen. Chabannes spricht mit Marie, die Henri sehen will. Chabannes lotst Henri heimlich in Maries Schlafgemach; doch Philippe ist misstrauisch geworden und sucht den Raum auf. Chabannes kann Henri verbergen und opfert sich. Er öffnet Philippe und dieser glaubt, Chabannes habe seiner Frau nachgestellt. Er entlässt ihn unverzüglich aus seinen Diensten und Chabannes geht. Später verbringen Marie und Henri die Nacht zusammen. Am nächsten Morgen reitet Marie allein zur Burg zurück. Chabannes kommt in einer kleinen Wirtschaft in Paris unter. Er schreibt Marie einen Brief, in dem er sie auch vor ihrem arglosen Verhalten den Männern gegenüber warnt. Als er den Brief überbringen will, gerät er in die Wirren der Bartholomäusnacht und wird ermordet, als er einer Frau zu Hilfe eilt. Philippe findet den Brief bei ihm und bringt ihn Marie. Er hat ihn gelesen und weiß nun, dass Marie noch Gefühle für Henri hat, auch wenn Chabannes sie in seinem Brief warnt, dass Henri sich immer für die bessere Partie entscheiden werde. Philippe berichtet ihr, dass sich Henri mit Catherine de Clèves verlobt habe. Marie will nun Henri zurückgewinnen, auch wenn Philippe in dem Fall ihre Beziehung für beendet erklärt. Sie begibt sich zu Henri, muss jedoch erkennen, dass er sie tatsächlich für Catherine aufgegeben hat. Ernüchtert begibt sie sich zunächst zu Chabannes Grab und geht anschließend in ein Kloster. Sie weiß, dass sie fortan ein Leben ohne Liebe führen wird.

## Produktion

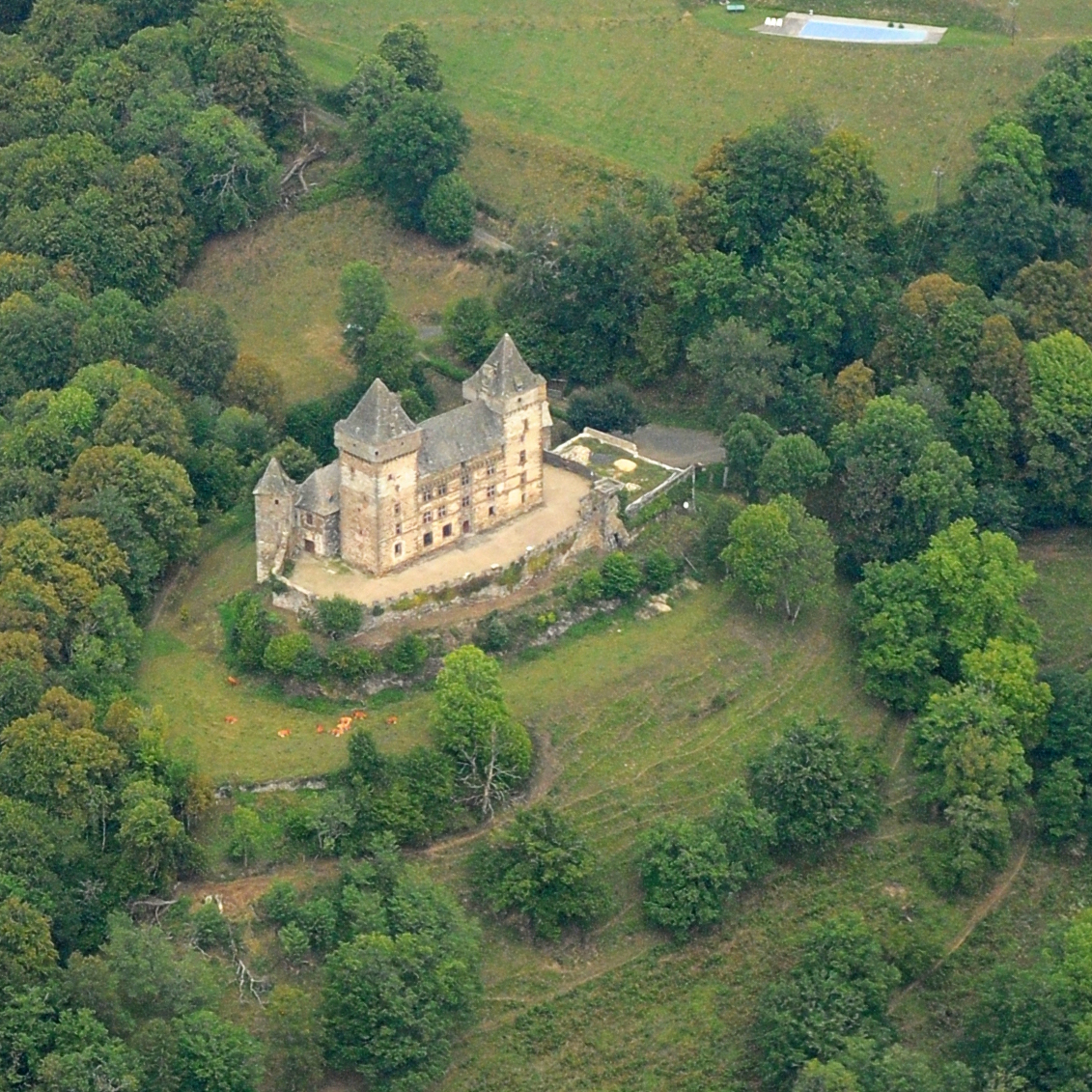
Schloss Messilhac, im Film das Schloss von Montpensier

Die Prinzessin von Montpensier wurde im Herbst 2009 innerhalb von neun Wochen gedreht. Als Schloss von Montpensier diente das Schloss Messilhac; weitere Drehorte waren das Palais Jacques-Cœur in Bourges, das Kloster Noirlac in Bruère-Allichamps, das Schloss Le Plessis-Bourré, das Schloss Meillant und das Schloss Blois. Neben französischen Produktionsfirmen war auch die deutsche Pandora an der Produktion beteiligt.
Der Film feierte am 16. Mai 2010 auf den Internationalen Filmfestspielen von Cannes Premiere, wo er im Wettbewerb um die Goldene Palme lief. In Deutschland war er erstmals am 29. Juni 2010 auf dem Filmfest München zu sehen. Im Juni 2012 erschien er auf DVD.

## Kritik
Für den film-dienst war Die Prinzessin von Montpensier ein „mit hervorragenden Darstellern, barock-derben Schlachtszenen und exquisiter Ausstattung glänzender Historienfilm von rauer Schönheit, der ein packend-dramatisches Frauenporträt aus einer Zeit entwirft, als Frauen kaum Handlungsspielräume zugestanden wurden.“
Cinema bemerkt, dass Regisseur Bertrand Tavernier in der „Historienromanze“ „harte Schlachtszenen mit Pomp und Puder [kontrastiert].“ Das Fazit lautete: „Elegante Liebeleien vor düsterer Historie“.
Die Frankfurter Allgemeine Zeitung urteilte in ihrer Rezension: „Mit der wahren Freundschaft, wie sie der Graf von Chabannes verkörpert, teilt das gelungene Kostümkino die Kunst des Verzichts. Seine Form lebt von dem, was sie ausspart. Bertrand Tavernier beherrscht sie nach wie vor meisterhaft.“

## Auszeichnungen
Auf dem Chicago International Film Festival war Die Prinzessin von Montpensier 2010 als bester Spielfilm für einen Goldenen Hugo nominiert. 2011 gewann Caroline de Vivaise den César in der Kategorie Bestes Kostüm. Zudem erhielt der Film César-Nominierungen in den Kategorien Bester Nebendarsteller (Grégoire Leprince-Ringuet), Beste Kamera (Bruno Keyzer), Bestes adaptiertes Drehbuch (Bertrand Tavernier, Jean Cosmos und François-Olivier Rousseau), Beste Filmmusik (Philippe Sarde) und Bestes Szenenbild (Guy-Claude François).